# Eutanasia animale
L'eutanasia porta rapidamente alla morte tramite metodi non cruenti di animali fortemente sofferenti o inguaribili. L'eutanasia animale è definita dalla FNOVI come un atto medico esclusivamente veterinario (anche se in verità per gli animali da reddito è previsto, anche secondo le linee guida del Crenba, che persone terze oltre ai medici veterinari, ma aventi comunque seguito percorsi di formazione specifica, possano effettuare l'eutanasia con alcuni metodi di soppressione).

## Panoramica
Nel caso degli animali domestici, la discussione sull'eutanasia può essere sostituita con eufemismi come «addormentare» o «far addormentare» per rendere la formulazione meno brusca.  
I veterinari utilizzano scale di qualità della vita (QV) per valutare la salute fisica ed emotiva. Considerano fattori come le malattie croniche, il controllo del dolore e il benessere mentale. Il monitoraggio regolare della QV del vostro animale domestico aiuterà a individuare schemi e a prendere decisioni tempestive. Strumenti come la scala di qualità della vita aiutano a quantificare il benessere dell'animale. Questo metodo strutturato valuta aspetti chiave quali il dolore, la mobilità, l'appetito e il piacere nella vita quotidiana. Aiuterà a prendere una decisione informata su ciò che è meglio per l'animale.  
L'eutanasia di piccoli animali viene solitamente effettuata in una clinica o ospedale veterinario, in un rifugio per animali o a casa del proprietario ed è generalmente eseguita da un veterinario o da un assistente veterinario sotto la sua supervisione. Il personale dei rifugi per animali spesso riceve anche una formazione sull'eutanasia. Decidere quando è il momento di addormentare l'animale può essere difficile. Un veterinario autorizzato può aiutare il proprietario a determinare quando, durante una malattia o in presenza di problemi comportamentali, l'eutanasia è opportuna.  
Nel caso di grandi animali feriti, questa procedura può avvenire anche sul luogo dell'incidente, per esempio in ippodromo.  
Alcune organizzazioni per la protezione dei diritti degli animali supportano l'eutanasia in determinate circostanze e praticano l'eutanasia nei rifugi che gestiscono.  
Molti proprietari di animali domestici preferiscono cremare o seppellire i loro animali dopo che sono stati addormentati, e ci sono agenzie funerarie per animali che si specializzano nella sepoltura o cremazione degli animali. Altrimenti, nel rifugio per animali il corpo viene spesso congelato e successivamente inviato alla discarica locale.

## L'eutanasia veterinaria
Esistono diversi metodi a seconda delle specie. Una forma diffusa e utilizzata soprattutto per i piccoli animali si pratica anestetizzando l'animale e quindi iniettando una sostanza via endovenosa che provoca il blocco cardio-respiratorio: l'ipossia cerebrale porta alla morte.
Il farmaco veterinario più utilizzato è denominato Tanax. Esso contiene embutramide, mebenzonio ioduro, tetracaina cloridrato. La sua azione farmacologica provoca narcosi e paralisi della muscolatura striata scheletrica e respiratoria impedendo quindi l'ossigenazione del sangue. L'arresto cardiaco sopraggiunge soltanto dopo alcuni minuti. È opinione diffusa fra i medici veterinari che l'animale, pur paralizzato per azione del Tanax, resti cosciente per un certo lasso di tempo. Per tale motivo è necessario porre l'animale in anestesia generale prima di effettuare l'eutanasia.
Una valida alternativa è fornita da barbiturici (tiopentale) somministrati endovena a dosi triple di quelle usuali anestetiche oppure a basse dosi al posto di altri anestetici (propofol, ketamina..). Sono disponibili anche associazioni di farmaci ad azione eutanasica, comprendenti un barbiturico associato o meno a sostanze cardiotossiche. Alcuni di questi farmaci sono con alcune differenze usati in Francia, negli Stati Uniti e nel Regno Unito. In quest'ultimo Paese il Tanax (denominato T61) è stato ritirato dal commercio proprio per la necessità di associargli un altro farmaco anestetico per un protocollo migliore. Questi farmaci non hanno grande diffusione in Italia per via della legislazione complessa di alcuni anestetici stupefacenti. In Italia il ragionamento seguito è che più facile ricorrere al Tanax associandogli un anestetico diverso (per quanto efficace) da un barbiturico quale il Propofol o la Xilazina, più facili da avere come scorta in ambulatorio. Questo fa sì che un'anestesia semplice (es.xilazina+ketamina) seguita dal Tanax resti una scelta valida e semplice. Del resto l'Italia punta molto su un'attenta regolamentazione degli stupefacenti; anche se è discutibile che una liberalizzazione parziale di alcuni composti per i soli veterinari possa favorire lo spaccio o l'abuso da parte degli stessi medici veterinari. Al contrario sembra più probabile che gli animali manchino di alcuni farmaci o si trovino esposti a protocolli scorretti come l'uso del Tanax senza un altro anestetico fidabile associato quale la ketamina.

## Effetti dei singoli componenti del Tanax
La combinazione delle tre sostanze citate prima permettono una morte rapida e indolore (per quanto come detto si raccomanda di indurre comunque l'anestesia in modo che l'animale sia del tutto incosciente).
- Embutramide: narcotico, paralizzante.
- Mebenzonio ioduro: paralizzante per le vie respiratorie e muscoli.
- Tetracaina: anestetico locale.